# 1000 presepi a Napoli
1000 presepi a Napoli è un singolo della cantautrice italiana Annalisa Minetti pubblicato il 20 dicembre 2023.

## Descrizione
Il singolo prodotto da Francesco Arpino, è stato scritto dallo stesso con Annalisa Minetti e Luca Mele; la collaborazione è nata nel mese di dicembre ed il 20 dello stesso mese è stato pubblicato il singolo. Si tratta di un omaggio a Napoli e ai suoi presepi.

## Tracce
1. 1000 presepi a Napoli – 2:32 (Francesco Arpino, Annalisa Minetti, Luca Mele)